# Le Pont de singe

Le Pont de singe est un documentaire français réalisé en 1976 par André Harris, Alain de Sédouy et Charles Nemes.

## Synopsis
Documentaire sur l'armée française au XXe siècle, en temps de paix comme en temps de guerre

## Fiche technique
- Titre : Le Pont de singe
- Réalisation : André Harris, Alain de Sédouy et Charles Nemes.
- Scénario : André Harris, Alain de Sédouy.
- Musique : Jacques Delaporte
- Photographie : Jimmy Glasberg
- Son : Gibert Pereira
- Montage :  Nathalie Steinberg, Charles Nemes et François Alépée
- Production : Nicolas Seydoux, Daniel Toscan du Plantier et Alain Poiré
- Sociétés de production et de distribution : Gaumont
- Pays :  France
- Format : 1,66:1, 35 mm, son mono, Eastmancolor
- Genre : documentaire
- Durée : 120 minutes
- Date de sortie : France - 5 mai 1976
- Visa d'exploitation : no 44503

## Sont interviewés
- le chef de bataillon Jean Pouget
- Pierre Paraf
- Maurice Joyeux
- le capitaine Hugues de Charette
- la baronne de Charette
- Louise Weiss
- le général Jacques Pâris de Bollardière
- le lieutenant Thierry de Bouteiller
- le commandant Guy Brossollet